# Redemoinho de poeira

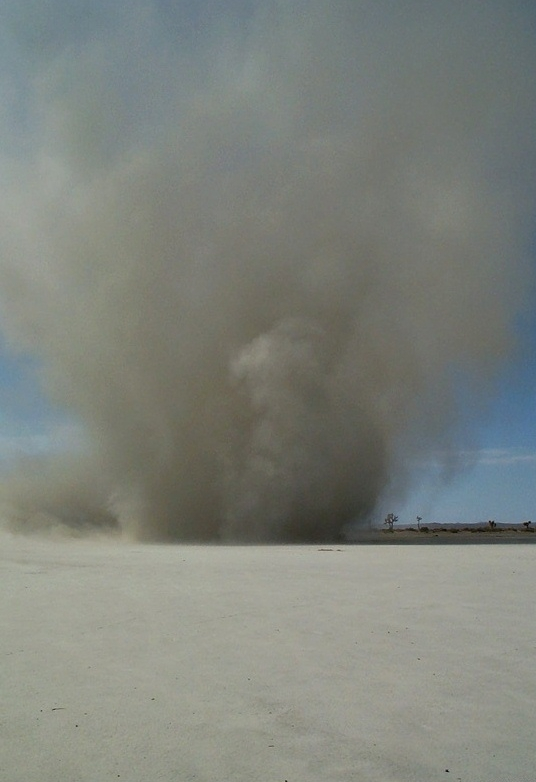
Redemoinho formado nas areias do Deserto de Mojave (EUA)

Os redemoinhos, rodamoinhos, remoinhos, torvelinhos, redemoinhos-de-poeira, pés-de-vento ou diabos de poeira são ventos em espiral formados pela convecção do ar, em dias quentes, sem ventos e de muito sol. 
Ocorrem quando o solo se aquece em determinado ponto, transferindo esse calor à porção de ar que está parada logo acima dele. Quando atinge uma determinada temperatura, esse ar sofre rápida elevação, subindo em  espiral e cria um mini centro de baixa pressão. Devido ao princípio da conservação do momento angular esse redemoinho ganha velocidade e acaba levantando a poeira do solo, fazendo com que um funil de 'sujeira' seja visível. Ele pode apresentar desde alguns centímetros até muitos metros de altura.
Há também outro tipo de redemoinho, por exemplo, quando o solo se aquece em determinado ponto e o vento fraco vindo de uma direção se encontra com a corrente de ar quente acima do ponto super aquecido esse vento tende a ganhar velocidade, girar e empurrar o "turbilhão" para a direção que ele estaria. Também há os redemoinhos mais comuns que se formam quando a corrente de vento é parada por uma "parede" de canto criando uma corrente ascendente de vento giratória. 
Frequentemente esse fenômeno é confundido com um tornado, porém vale salientar que, ao contrário dos tornados, os redemoinhos de poeira somente se formam em dias sem nuvens, sob muito sol e calor e baixa umidade do ar. Além disso, a velocidade dos ventos desse fenômeno raramente ultrapassa os 100 km/h, podendo causar apenas pequenos estragos, tais como destelhamentos leves.

## Folclore brasileiro
Antigamente, ao se avistar esse fenômeno, as pessoas acreditavam que seria o rastro do caminhar do saci-pererê ou mesmo que seria o diabo vagando pelos campos. 
Segundo o folclore brasileiro, havia a crença de que se alguém entrasse no meio de um redemoinho com uma garrafa e uma peneira conseguiria prender o saci ou o diabo. Na verdade o que acontecia é que ao entrar no meio do redemoinho, a pessoa pode interromper a corrente de convecção que alimenta o sistema, e o redemoinho simplesmente "desaparece", gerando o mito de que a entidade causadora deste movimento do ar foi capturada dentro da garrafa.

## Redemoinhos em Marte
Redemoinhos de poeira não são fenômenos restritos à atmosfera terrestre. Também ocorrem em Marte, tendo sido fotografados pela primeira vez pela sonda espacial Viking na década de 1970. Julga-se que esse fenômeno seja o responsável pelas misteriosas linhas que aparecem nas imagens da superfície marciana.
Em 1997, a sonda Mars Pathfinder detectou a ocorrência dessas formações e, mais tarde, a sonda Spirit fotografou um grande redemoinho passando ao seu lado. Os redemoinhos de poeira de Marte podem apresentar tamanhos 50 vezes superiores aos redemoinhos observados na Terra, podendo então representar um desafio para as futuras pesquisas envolvendo a exploração desse planeta.

Redemoinho de poeira em Marte, fotografado pela sonda Spirit